# Hertog van Devonshire

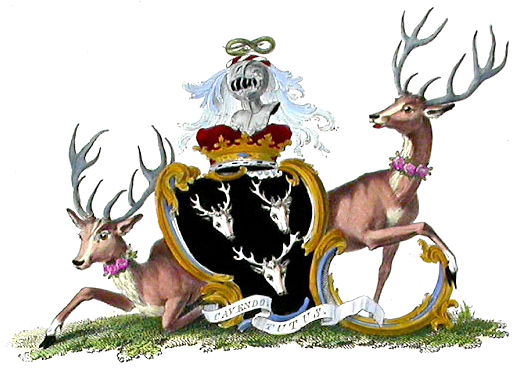
Wapen van de hertog van Devonshire

Hertog van Devonshire (Engels: Duke of Devonshire) is een Engelse adellijke titel. 
De titel hertog van Devonshire werd gecreëerd in 1694 door Willem III voor William Cavendish, 4e graaf van Devonshire. De titel is nog steeds in het bezit van de familie Cavendish.
De familiezetel is Chatsworth House (Derbyshire).
De oudste zoon van de hertog heeft de hoffelijkheidstitel Markies van Hartington.

## Hertog van Devonshire (1694)
- William Cavendish, 1e hertog van Devonshire (1694–1707)
- William Cavendish, 2e hertog van Devonshire (1707–1729)
- William Cavendish, 3e hertog van Devonshire (1729–1755)
- William Cavendish, 4e hertog van Devonshire (1755–1764)
- William Cavendish, 5e hertog van Devonshire (1764–1811)
- William Cavendish, 6e hertog van Devonshire (1811–1858)
- William Cavendish, 7e hertog van Devonshire (1858–1891)
- Spencer Cavendish, 8e hertog van Devonshire (1891–1908)
- Victor Cavendish, 9e hertog van Devonshire (1908–1938)
- Edward Cavendish, 10e hertog van Devonshire (1938–1950)
- Andrew Cavendish, 11e hertog van Devonshire (1950–2004)
- Peregrine Cavendish, 12e hertog van Devonshire (2004-)